# ال لویس
لویس بارول سالزار(Luis Barrull Salzar)، متولد ۱۵ فوریه سال ۱۹۴۸ می‌باشد و با نام ال لویس(El Luis) بیشتر شناخته شده‌است. او یک خواننده اسپانیایی در سبک کاتالان رومبا و همچنین رومبا فلامنکو است. برادر او (El Zingaro) همچنین یک خواننده سبک رومبا است.